# Ana Japaridze
Ana Japaridze (géorgien : ანა ჯაფარიძე), née le 25 mai 2005, est une para-taekwondoïste géorgienne concourant en K44. Elle est médaillée de bronze aux Jeux de 2024.

## Carrière
Elle est double médaillée de bronze aux Championnats d'Europe.
Ana Japaridze est la plus jeune membre de la délégation géorgienne aux Jeux paralympiques d'été de 2024. Lors du premier jour de compétition, elle bat l'Égyptienne Salma Hassan lors du combat pour la médaille de bronze pour monter sur la troisième marche du podium des - 52 kg. Elle s'était qualifiée en remportant le tournoi de qualification européen en mars.

## Palmarès

### Jeux paralympiques
- médaille de bronze en -52 kg aux Jeux paralympiques d'été de 2024 à Paris